# Gaucher IV di Mâcon
Gaucher IV di Mâcon o di Vienne (1160 circa – 10 agosto 1219) fu signore di Salins, dal 1175 circa e signore di Montluçon, dal 1202 e, per matrimonio, signore di Borbone, dal 1183, alla sua morte.

## Origine
Gaucher, secondo la Chronica Albrici Monachi Trium Fontium, era il figlio secondogenito del conte di Vienne di Mâcon, Gerardo I di Vienne e di Guigona anche detta Mauretta, figlia ed erede di Gaucher III di Salins.
Ancora secondo la Chronica Albrici Monachi Trium Fontium Gerardo I di Vienne era figlio del conte di Mâcon, conte di Vienne e conte d'Auxonne e anche reggente della Franca Contea di Borgogna, Guglielmo IV di Borgogna e dell'erede della signoria di Traves, Ponzia o Alice di Traves, vedova di Tebaldo di Rogemont (Aleyde comitissa qui fuit unica heres de Treva, relicta Theobaldi de Rogemont).

## Biografia
Gaucher, dopo la morte del nonno, Gaucher III di Salins, verso il 1175, gli succedette nel titolo di signore di Salins.
Gaucher, nel 1182, secondo il Gaufredi Prioris Vosiensis, Pars Altera Chronici Lemovicensissi distinse nell'attacco al Limosino.
Gaucher prima del 1183, sposò Matilde I di Borbone, dama di Borbone.
Nel documento nº 4337 del Recueil des chartes de l'abbaye de Cluny. Tome 5, Gaucher si cita come signore di Borbone (Dominum Gaucherium de Borbonio, dominamque Matildem uxorem meam), Lo stesso documento si trova anche nelle Preuves de l'Histoire généalogique des sires de Salins au comté de Bourgogne; mentre nel 1184, Gaucher (Wacherus dominus de Salinis) aveva fatto una donazione in suffragio dell'anima del padre, citandosi come signore di Salins.
Gaucher prese parte alla terza crociata (1189-1191). 
Matilde e Gaucher non avevano un buon rapporto matrimoniale: Matilde non era irreprensibile, tanto da essere scomunicata dal vescovo di Bourges, mentre Gaucher, dopo che era tornato dalla Terra santa maltrattava la moglie sino metterla in una cella, tanto che Matilde temette per la sua vita; nell'aprile 1195, da papa Celestino III, fu nominata una commissione di inchiesta per indagare la situazione matrimoniale di Matilde e Gaucher, come da documento nº 26 dei Titres de la maison ducale de Bourbon; il risultato dell'indagine, verso la fine del 1195, prendendo atto dell'avvenuta separazione, pronunciò una sentenza di divorzio, causa parentela (pour cause de parenté).
Matilde e Gaucher furono costretti a separarsi, causa consanguineità, da una Bolla pontificia di papa Celestino III.
Matilde, anche per proteggersi da l'ex marito, Gaucher, nel mese di giugno del 1196, sposò uno dei migliori generali del re di Francia (Filippo II Augusto), Guido II, signore di Dampierre.
Gaucher, nel 1200, si sposò, in seconde nozze, con Alice di Dreux, figlia del conte di Dreux e di Braine, Roberto II di Dreux (comiti de Brana Roberto) e della seconda moglie, Yolanda di Coucy (1164-1222), come riporta la Chronica Albrici Monachi Trium Fontium.
Nel 1218, secondo la centuria I della Bibliotheca Sebusiana, Gaucher (Galcherus Salinensis dominus), col consenso della madre, Mauretta (Mora matre mea comitissa), fondò nei pressi di Bracon, l'abbazia di Goaille (Abbaye Notre-Dame de Goaille).
Gaucher (Galcherius dominus de Salinis fundator noster) morì il 10 agosto (IV Non Aug) 1219, come viene ricordato dal necrologio dell'abbazia di Goaille, e fu sepolto in quella stessa abbazia.

## Matrimoni e discendenza
Gaucher, dalla prima moglie, Matilde ebbe una sola figlia:
- Margherita di Salins († 1259), dal 1219 al 1239, signora di Salins, come risulta dal documento nº 50, datato 1220, del Cartulaire de Hugues de Chalon (1220-1319)[20], e che rinunciò all'eredità materna in cambio di 1300 marchi d'argento[21].

Gaucher dalla seconda moglie, Alice, non ebbe discendenza.

### Fonti primarie
- (LA)  (FR)  Etude sur la chronologie des sires de Bourbon, Xe-XIIIe siecles.
- (LA)  (FR)  Titres de la maison ducale de Bourbon, tome premier
- (FR)  Histoire généalogique des sires de Salins au comté de Bourgogne, tome premier.
- (FR)  Cartulaire de Hugues de Chalon (1220-1319).
- (LA)  Recueil des historiens des Gaules et de la France. Tome 18
- (LA)  Monumenta Germaniae Historica, Scriptores, tomus XXIII.
- (LA)  Recueil des chartes de l'abbaye de Cluny. Tome 5.
- (LA)  Bibliotheca Sebusiana

### Letteratura storiografica
- (FR)  #ES Histoire du Bourbonnais et des Bourbons qui l'ont possédé, Volume 1.
- (FR)  Germain R. Les sires de Bourbon et le pouvoir: de la seigneurie à la principauté //  Actes des congrès de la Société des historiens médiévistes de l'enseignement supérieur public. № 23, 1992, pp. 195—210.